# Чунцзо
Чунцзо́ (кит. упр. 崇左, пиньинь Chóngzuǒ; чжуанск. Cungzcoj) — городской округ в Гуанси-Чжуанском автономном районе КНР. Название является аббревиатурой из первых иероглифов ранее существовавших здесь уездов Чуншань и Цзосянь.

## Палеоантропология
В 2007 году в горах Мулань (Mulanshan) в пещере Чжижэньдун (Zhiren Cave) были обнаружены два зуба и часть нижней челюсти возрастом 100—113 тыс. л. н., предположительно относящиеся к виду Homo sapiens.

## История
После вхождения этих мест в состав КНР в конце 1949 года был образован состоящий из 14 уездов Специальный район Лунчжоу (龙州专区), власти которого разместились в посёлке Лунчжоу уезда Лунцзинь. В 1950 году в состав специального района перешли уезды Цзиндэ и Тяньбао из состава Специального района Байсэ (百色专区). В 1951 году был расформирован Специальный район Умин (武鸣专区), и в состав Специального района Лунчжоу перешли ранее входившие в состав Специального района Умин уезды Лунъань и Чжэньцзе.
В апреле 1951 года уезды Чуншань (崇善县) и Цзосянь были объединены в уезд Чунцзо. В том же 1951 году власти специального района переехали из уезда Лунцзинь в уезд Чунцзо, и Специальный район Лунчжоу был переименован в Специальный район Чунцзо (崇左专区). Уезды Цзинси, Чжэньбянь, Цзиндэ и Тянбао были переданы в состав Специального района Байсэ, но зато уезд Сянду наоборот перешёл из состава Специального района Байсэ в состав Специального района Чунцзо. Был расформирован Специальный район Наньнин (南宁专区), и в состав Специального района Чунцзо перешли ранее входившие в состав Специального района Наньнин уезды Суйлу, Тунчжэн, Шансы и Фунань. Уезды Нинмин, Минцзян (明江县) и Пинсян были объединены в уезд Чжэньнань, после чего в составе Специального района Чунцзо стало 17 уездов.
В 1952 году произошло изменение административного деления Специального района Чунцзо: уезды Лунцзинь (龙津县) и Шанцзинь (上金县) были объединены в уезд Лицзян, уезды Лэйпин (雷平县), Янли (养利县) и Ваньчэн (万承县) — в уезд Дасинь, уезды Лунмин (龙茗县), Сянду (向都县) и Чжэньцзе (镇结县) — в уезд Чжэньду, уезды Суйлу (绥渌县), Тунчжэн (同正县) и Фунань (扶南县) — в уезд Фусуй, в результате чего Специальный район Чунцзо стал состоять из 9 уездов. В декабре 1952 года в провинции Гуанси был создан Гуйси-Чжуанский автономный район (桂西壮族自治区), и Специальный район Чунцзо вошёл в его состав.
В 1953 году уезд Лицзян (丽江县) вновь был переименован в Лунцзинь. Впоследствии в 1953 году Специальный район Чунцзо был объединён со Специальным районом Биньян (宾阳专区), образовав Специальный район Юннин (邕宁专区). Уезды Сылэ (思乐县) и Чжэньнань (镇南县) были объединены в уезд Нинмин. Затем Специальный район Юннин был расформирован, а входившие в его состав административные единицы были напрямую подчинены властям Гуйси-Чжуанского автономного района. В июле 1955 года из уезда Нинмин был выделен посёлок Пинсян, который 16 ноября 1956 года получил статус городского уезда.
В 1956 году Гуйси-Чжуанский автономный район был переименован в Гуйси-Чжуанский автономный округ (桂西僮族自治州). В 1957 году был вновь создан Специальный район Юннин. В 1958 году автономный округ был упразднён, а вся провинция Гуанси была преобразована в Гуанси-Чжуанский автономный район. Специальный район Юннин был в 1958 году расформирован, и был опять создан Специальный район Наньнин. После этого уезды Фусуй и Чунцзо были объединены в уезд Цзоцзян (左江县), уезды Нинмин, Лунцзинь и городской уезд Пинсян — в уезд Мунань (睦南县), уезды Дасинь и Тяньдэн — в уезд Синьин (新英县). В 1959 году эти объединения уездов были отменены, и были вновь воссозданы уезды Фусуй, Чунцзо, Нинмин, Лунцзинь, Дасинь и Тяньдэн.
В 1960 году уезд Фусуй был присоединён к уезду Чунцзо.
В 1961 году уезд Лунцзинь был переименован в Лунчжоу, а посёлок Пинсян был вновь выделен из уезда Нинмин в отдельный городской уезд.
В 1962 году был воссоздан уезд Фусуй.
В 1971 году Специальный район Наньнин был переименован в Округ Наньнин (南宁地区).
Постановлением Госсовета КНР от 23 декабря 2002 года округ Наньнин был расформирован; часть из входивших в его состав административных единиц была передана в состав городского округа Наньнин, а из оставшихся был образован городской округ Чунцзо; уезд Чунцзо (崇左县) был при этом расформирован, а вместо него был образован район городского подчинения Цзянчжоу.

## Административно-территориальное деление
Городской округ Чунцзо делится на 1 район, 1 городской уезд, 5 уездов:
| Карта                                               | Карта    | Карта     | Карта         | Карта            | Карта         |
| --------------------------------------------------- | -------- | --------- | ------------- | ---------------- | ------------- |
| Цзянчжоу Фусуй Нинмин Лунчжоу Дасинь Тяньдэн Пинсян |          |           |               |                  |               |
| Статус                                              | Название | Иероглифы | Пиньинь       | Население (2010) | Площадь (км²) |
| Район                                               | Цзянчжоу | 江州区    | Jiāngzhōu qū  |                  |               |
| Городской уезд                                      | Пинсян   | 凭祥市    | Píngxiáng shì |                  |               |
| Уезд                                                | Фусуй    | 扶绥县    | Fúsuí xiàn    |                  |               |
| Уезд                                                | Нинмин   | 宁明县    | Níngmíng xiàn |                  |               |
| Уезд                                                | Лунчжоу  | 龙州县    | Lóngzhōu xiàn |                  |               |
| Уезд                                                | Дасинь   | 大新县    | Dàxīn xiàn    |                  |               |
| Уезд                                                | Тяньдэн  | 天等县    | Tiānděng xiàn |                  |               |

## Экономика
Важное значение имеют переработка сельхозсырья и пищевая промышленность (в том числе производство технического и пищевого спирта).

## Транспорт
В 2022 году введена в эксплуатацию высокоскоростная железная дорога Наньнин — Чунцзо.